# Старчевица
Старчевица — поселение в Баня-Луке. Находится на правом берегу реки Врбас, в юго-восточном направлении от центра города. В Старчевице расположено Министерство внутренних дел Республики Сербской.

## Популяция
- 1991:

Сербы — 6.770
Хорваты — 813
Мусульмане — 2.350
Югославы — 2.264
остальные — 541